# Linia kolejowa nr 329
Linia kolejowa nr 329 – jednotorowa, niezelektryfikowana linia kolejowa znaczenia miejscowego, położona w całości na terenie województwa opolskiego.
Linia ta pierwotnie łączyła Szydłów, stację na linii kolejowej nr 287 Opole – Nysa, poprzez Niemodlin i Gracze z Lipową Śląską, stacją kolejową na linii kolejowej nr 288 Nysa – Brzeg.
Obecnie (2023) czynny jest tylko odcinek od Szydłowa do Graczy; odcinek Gracze – Lipowa Śląska został zlikwidowany i rozebrany.

## Historia
Budowę linii Szydłów – Lipowa Śląska rozpoczęto równolegle z budową linii Opole – Nysa i obie te linie ukończono w 1887 roku. Oficjalne otwarcie linii nastąpiło 1 października 1887 roku. Linia ta nieprzerwanie funkcjonowała na całym odcinku aż do stycznia 1945 roku, przyczyniając się do rozwoju położonych wzdłuż niej miejscowości.
Upadek linii rozpoczął się dopiero w okresie powojennym. W czasie działań wojennych wycofujące się wojska niemieckie wysadziły znajdujący się pomiędzy miejscowościami Radoszowice i Osiek Grodkowski most na Nysie Kłodzkiej. Od tego czasu linię podzielono na dwie części: Lipowa Śląska – Osiek Grodkowski oraz Szydłów – Gracze; ruch przez rzekę obsługiwał prom. Od strony Szydłowa do Radoszowic, a później tylko do Graczy, kursowały dziennie 4 pary pociągów.
Ruch pasażerski na odcinku od Graczy do Lipowej Śląskiej zawieszono z dniem 25 lutego 1966 roku. Sześć lat później, z początkiem 1972 roku, rozebrano odcinek torów od Graczy do zlikwidowanej przeprawy promowej w Radoszowicach.
Odcinek od strony Lipowej Śląskiej był czynny do 1996 roku, kiedy zaprzestano przewozów towarowych z Kopalni Piasku w Osieku Grodkowskim. Odcinek linii od Osieka Grodkowskiego do Lipowej Śląskiej rozebrano w 1999 roku.
Na odcinku z Szydłowa do Graczy przewozy pasażerskie utrzymywane były do 31 stycznia 1996 roku. Do ostatniej chwili kursowało tam 6 par pociągów. Później, do 2013 roku, na linii realizowany był sporadyczny transport towarowy z kamieniołomu bazaltu w Graczach. Obecnie linia jest nieczynna; rozbiórka nie jest jednak planowana.
Według Sieciowego Rozkładu Jazdy Pociągów PKP 1993 na linii tej kursowały dwie pary pociągów osobowych w dni robocze i jedna codziennie.